# 馬爾基夫卡 (托馬什皮利區)
48°27′47″N 28°42′55″E / 48.46306°N 28.71528°E
馬爾基夫卡（烏克蘭語：Марківка），是烏克蘭的村落，位於該國西南部文尼察州，由圖利欽區負責管轄，始建於1600年，面積2.99平方公里，海拔高度230米，2001年人口516，人口密度每平方公里172.81人。